# Max-Planck-Institut für Innovation und Wettbewerb
Das Max-Planck-Institut für Innovation und Wettbewerb ist eine rechts- und wirtschaftswissenschaftliche Forschungseinrichtung mit Sitz in München. Bis 2013 hieß es Max-Planck-Institut für Immaterialgüter- und Wettbewerbsrecht, als es um eine wirtschaftswissenschaftliche Abteilung erweitert wurde.
Das Institut ist Teil der Max-Planck-Gesellschaft zur Förderung der Wissenschaften (MPG).
Das Institut verfügt über die weltweit führende Bibliothek zu seinen Forschungsgebieten und insbesondere zu deren internationalen Verknüpfungen.

## Forschung
Das Max-Planck-Institut für Innovation und Wettbewerb betreibt juristische und ökonomische Grundlagenforschung zu Innovations- und Wettbewerbsprozessen und ihrer Regulierung. Im Mittelpunkt der Forschung stehen Anreize und Determinanten für Innovation sowie deren Auswirkungen. Es ist Anlaufstelle für Forschende aus aller Welt und fördert aktiv den wissenschaftlichen Nachwuchs. Das Institut informiert und berät im juristischen und ökonomischen Diskurs auf unparteiischer Grundlage. Als unabhängige Forschungsinstitution stellt es evidenzbasierte Forschungsergebnisse für Wissenschaft, Politik, Wirtschaft und Öffentlichkeit zur Verfügung.
Das Institut ist Herausgeberin zweier wissenschaftlicher Fachzeitschriften:
- GRUR International (zusammen mit der Deutschen Vereinigung für gewerblichen Rechtsschutz und Urheberrecht (GRUR e.v.)
- International Review of Intellectual Property and Competition Law[2]

## Geschichte
Im Jahre 1952 wurde an der Ludwig-Maximilians-Universität München ein rechtswissenschaftliches „Institut für ausländisches und internationales Patent-, Marken- und Urheberrecht“ gegründet.
Das Institut gelangte unter der Leitung seines ersten Direktors und Präsidenten des Deutschen Patentamts Eduard Reimer (1896–1957) internationaler Bedeutung und Anerkennung.
Sein Nachfolger Eugen Ulmer (1903–1988) prägte die wissenschaftliche Arbeit hinweg weiter; er förderte namentlich den Ausbau des nationalen und internationalen Urheber- und Wettbewerbsrechts.
Im Jahre 1966 gelang es mit ihm als Gründungsdirektor, das „Max-Planck-Institut für ausländisches und internationales Patent-, Urheber- und Wettbewerbsrecht“ ins Leben zu rufen.
In das Direktorat des Max-Planck-Instituts aufgenommen wurde nebst Eugen Ulmer 1971 Friedrich-Karl Beier (1926–1997) sowie Gerhard Schricker (im Direktorium bis 2003). In den folgenden Jahrzehnten konnte das Max-Planck-Institut vielfältigen Einfluss auf die nationale und internationale Entwicklung der von ihm betreuten Rechtsgebiete nehmen. Beispielhaft sind die auf rechtsvergleichenden Analysen beruhenden Arbeiten zur europäischen Harmonisierung des Rechts gegen den unlauteren Wettbewerb, des Markenrechts, des Geschmacksmusterrechts sowie des Urheberrechts; grundlegend waren aber auch rechtsvergleichende Untersuchungen zur Patentfähigkeit biotechnologischer Erfindungen oder die Erforschung der Grenzbereiche zwischen den Schutzrechten.
Im Jahr 2002 wurde das Institut personell, fachlich und räumlich deutlich erneuert und erweitert. Neben Joseph Straus, der schon 2001 zum Direktor berufen worden war und zum 1. Januar 2002 von Gerhard Schricker die Geschäftsführung übernahm, wurden auch Josef Drexl, Reto M. Hilty und Wolfgang Schön in das Direktorium des Instituts berufen. Zu der neu formierten Einheit „Recht des Geistigen Eigentums und Wettbewerbsrecht“, welche namentlich mit Bezug auf das Kartellrecht eine spürbare Ausweitung erfuhr, trat am 1. Juli 2002 die neue Einheit „Rechnungslegung und Steuern“ hinzu. Sie ist darauf angelegt, das Recht der Kapitalmarktinformation und der Besteuerung von Unternehmen als Bestandteile der internationalen Wirtschafts- und Wettbewerbsordnung zu erfassen.
2002 stellte auch das eigentliche Gründungsjahr des Munich Intellectual Property Law Centers (MIPLC) dar, welches administrativ zwar als eigene Abteilung des Instituts geführt, aber von der Max-Planck-Gesellschaft in Kooperation mit der Universität Augsburg, der Technischen Universität München sowie der George Washington University Law School, Washington, D.C., getragen wird. Das MIPLC dient sowohl der Forschung als auch der Lehre und bietet seit Herbst 2003 zunächst unter der Leitung von Joseph Straus, seit 2009 unter der Leitung von Josef Drexl einen international vernetzten LL.M.-Studiengang mit einem Schwerpunkt im IP-Recht in englischer Sprache an. Die teilnehmenden Studenten kommen von fünf Kontinenten.
Im Jahr 2009 ist das Institut um die Abteilung Finanzwissenschaft vergrößert worden. Das Forschungsfeld Finanzwissenschaft untersucht Probleme, Chancen und Herausforderungen staatlichen Handelns. Die Abteilung erforscht, wie sich die ökonomische Belastungswirkung einer Steuer angesichts der institutionellen Rahmenbedingungen auf die Wirtschaftssubjekte verteilt, welche Anpassungen Steuern in Märkten verursachen und welche Wohlfahrtsverluste sie auslösen.
Mit Wirkung zum 1. Januar 2011 sind im Wege der Verselbständigung aus dem bestehenden Max-Planck-Institut für Geistiges Eigentum-, Wettbewerbs- und Steuerrecht das Max-Planck-Institut für Immaterialgüter- und Wettbewerbsrecht mit Josef Drexl und Reto M. Hilty als Direktoren sowie das Max-Planck-Institut für Steuerrecht und Öffentliche Finanzen unter der Leitung von Kai A. Konrad und Wolfgang Schön hervorgegangen. Gleichzeitig haben sich diese Institute mit dem Max-Planck-Institut für ausländisches und internationales Sozialrecht zum Munich Max Planck Campus for Legal and Economic Research zusammengeschlossen. Im Jahr 2013 wurde der Volkswirt Dietmar Harhoff an das Institut berufen. Aufgrund des neuen wirtschaftswissenschaftlichen Forschungsbereiches wurde das Institut in „Max-Planck-Institut für Innovation und Wettbewerb“ umbenannt.
Am 1. Mai 2025 zog das Institut um. Es befindet sich jetzt in der Herzog-Max-Straße 4 im Gebäude des früheren Kaufhauses Sport Karstadt.

## Max Planck Law
Das Institut ist Mitglied des Doktoranden- und Postdoktoranden-Forschungsnetzwerks „Max Planck Law“, das Veranstaltungen organisiert und die Karriereentwicklung fördert.